# Paul Scholes
Paul Scholes vagy Paul Aaron Scholes (Salford, Greater Manchester, 1974. november 16. –) angol labdarúgó, aki a pályafutása alatt kizárólag a Manchester Unitedet szolgálta. 2011. május 30-án jelentette be visszavonulását., de 2012 januárjában visszatért és a 2012/13-as szezon végén vonult vissza végleg.1997 és 2004 között tagja volt az angol válogatottnak is. Részt vett az 1998-as és a 2002-es Vb-n, valamint a 2000-es és 2004-es Eb-n. Vele együtt mindössze kilenc olyan játékos van, aki minden sorozatot egybevéve több, mint 500 alkalommal lépett pályára a Manchester United színeiben. Szülővárosa csapatának, a hatodosztályban érdekelt Salford Citynek társtulajdonosa, volt csapattársaival (Phil Neville, Gary Neville, Nicky Butt, Ryan Giggs) együtt.

## Pályafutása
Scholes Salfordban született, gyerekként az Oldham Athletic volt a kedvenc csapata, de 14 éves kora óta a Manchester Uniteddel edzett. 1991-ben csatlakozott hivatalosan a csapathoz ifiként, miután elvégezte a Cardinal Langley középiskolát. Utolsó iskolaévében bekerült Nagy-Britannia iskolai válogatottjába.
Annak az ificsapatnak még nem volt a tagja, mely 1992-ben megnyerte az FA Youth Cup-ot, azaz a fiatalok FA Kupáját többek között David Beckham, Nicky Butt, Gary Neville, Phil Neville és Ryan Giggs részvételével. Egy évvel később azonban már ő is segített a csapatnak eljutni a döntőig. 1993. július 23-án írta alá profi szerződését a Uniteddel, de igazi áttörést az 1994/95-ös szezon hozott számára. Ekkor 17 alkalommal kapott lehetőséget és öt gólt szerzett. 1994. szeptember 21-én mutatkozhatott be a felnőttek között egy Port Vale elleni Ligakupa-meccsen. Csapata 2-1-re nyert, mindkét gólt ő szerezte. Az 1995-ös FA Kupa-döntőn csereként léphetett pályára, a Manchester United végül 1-0-s vereséget szenvedett az Everton ellen.
Az 1995/96-os idényben több lehetőséghez jutott, mivel Mark Hughes a Chelsea-hez igazolt. A bajnokság első két hónapjában csatárként játszott Andrew Cole ékpárjaként, mivel Eric Cantona éppen eltiltását töltötte. Scholes 14 gólt szerzett minden sorozatot egybevéve, a csapat pedig megnyerte a bajnokságot és az FA Kupát is. Ezzel a United lett az egyetlen csapat, mely másodszor is duplázni tudott. Az 1996/97-es évadban ismét bajnokságot nyert csapatával, de ezúttal csak három gólig jutott 16 bajnoki szereplése alatt.
A következő idényben Scholes hol középpályásként, hol csatárként lépett pályára, hiszen a térdsérüléssel bajlódó Roy Keane-t is pótolnia kellett. A United nem nyert nagyobb trófeát ebben a szezonban. Ez az 1990-es években mindössze másodszor fordult elő velük.
Az 1998/99-es szezonban Scholes kulcsfontosságú tagja volt annak a Manchester Unitednek, mely a bajnokságot, az FA Kupát és a Bajnokok Ligáját is megnyerte. Az FA Kupa döntőjében ő lőtte csapata egyik gólját a Newcastle United ellen. Az Internazionale ellen is betalált a BL negyeddöntőjében, de a Bayern München elleni döntőn eltiltása miatt nem játszhatott.
Scholes a 2002/03-as idényben szerezte a legtöbb gólt, ekkor 20 találattal segítette csapatát, a következő évadra ez a szám 14-re csökkent. A 2005/06-os szezon második részét ki kellett hagynia, mivel összefejelt a Birmingham City egyik játékosával és agyrázkódást szenvedett, melynek következtében látásproblémai lettek. A futballisták körében egyedi volt az esete, így többen attól tartottak, hogy be kell fejeznie pályafutását. A szezon legutolsó meccsén, a Charlton Athletic ellen azonban már pályára léphetett. Egyes hírek szerint a látása nem jött teljesen rendbe.
2006. október 22-én játszotta 500. meccsét a Manchester Unitedben egy Liverpool elleni rangadón, ahol gólt is szerzett. Vele együtt kilencen mondhatják el magukról, hogy elérték ezt a mérföldkövet a Vörös Ördögöknél.
2007. március 3-án egy Liverpool elleni meccsen kiállították. Ez volt az első ilyen alkalom 2005 áprilisa óta. Egy hónappal később az AS Roma ellen is piros lapot kapott a Bajnokok Ligájában.
Scholes 2007. október 23-án térdszalag-sérülést szenvedett, miközben csapatával egy Dinamo Kijiv elleni BL-meccsre készült. 2008 januárjának végéig kellett várnia a visszatérésig. Akkor egy Tottenham Hotspur ellen 3-1-re megnyert FA Kupa-meccsen lépett pályára csereként. 2008. április 23-án lejátszotta 100. BL-meccsét a Barcelona elleni elődöntőben. A visszavágót az ő bombagóljával nyerte 1-0-ra a United. A Chelsea elleni döntőben kisebb sérülést szenvedett és sárga lapot kapott, miután összeütközött Claude Makélélével. Ápolása után visszatért a pályára, majd később Ryan Giggs állt be a helyére. A Manchester United végül büntetőkkel 5-6 arányban győzött.
2008 szeptemberében Scholes felkerült az angol labdarúgás dicsőségfalára. Decemberben, a Daily Mirrornak adott nyilatkozatában azt mondta, két éven belül szeretne visszavonulni. "Úgy gondolom, legfeljebb két évem van még hátra (...) Arra koncentrálok, hogy semmit ne hagyjak abba befejezetlenül."
2009. január 24-én megszerezte első gólját a 2008–09-es szezonban. A Tottenham Hotspur ellen volt eredményes az FA Kupában.
2012. január 8-án reaktiválta magát és újra a Manchester United középpályása lett. Visszatérése egy Bolton FC elleni bajnokira esett, ahol is az első félidő végén gólt lőtt, ezzel jelezve: továbbra is kész a csapata színeiben játszani. 2013 májusában ismét bejelentette visszavonulását.

## Válogatott
Scholes 1997-ben mutatkozott be az angol válogatottban egy Dél-Afrika ellen 2-1-re megnyert barátságos meccsen. Részt vett az 1998-as Vb-n, ahol Anglia Kolumbiával, Tunéziával és Romániával került egy csoportba. Tunézia ellen gólt is szerzett. A tizenhatos előterében kapott egy labdát Paul Ince-től, majd jobb lábbal Chorki El Ouaer kapujának felső sarkába lőtt.
Angliát végül Argentína búcsúztatta a Vb-ről. 1999. március 27-én Scholes mesterhármast szerzett a lengyelek ellen. Ezután az ő két góljával nyert 2-0-ra Anglia Skócia ellen. A Háromoroszlánosok ezzel a győzelemmel jutottak ki a 2000-es Eb-re. 1999 júniusában Svédország ellen piros lapot kapott, ezzel ő lett az első és egyetlen angol játékos, akit kiállítottak a régi Wembley Stadionban.
Az ezredforduló után Scholes állandó tagjává vált a válogatott középpályájának. A 2002-es Vb-n is szerepelt a nemzeti csapattal. Sven-Göran Eriksson érkezése után gyakran balszélsőként kellett játszania, mivel a svéd mester Steven Gerrardot és Frank Lampardot játszatta középen. A 2004-es Eb után visszavonult a válogatottságtól, mondván, fontosabb neki a családja és a Manchester United. Később Steve McClaren és Fabio Capello is próbálta visszacsábítani, de minden alkalommal nemet mondott.

## Privát élet
Scholes asztmás, bár ezt teljesítményén nem lehet észrevenni. Oldhamben él feleségével, Claire-rel és három gyerekével, Aaronnal, Aliciával és Aidennel.

## Statisztikái a Manchester Unitedben
| Csapat            | Szezon    | Bajnokság | Bajnokság | FA Kupa | FA Kupa | Ligakupa | Ligakupa | Nemzetközi kupák | Nemzetközi kupák | Más  | Más   | Összesen | Összesen |
| Csapat            | Szezon    | Apps      | Goals     | Apps    | Goals   | Apps     | Goals    | Apps             | Goals            | Apps | Goals | Apps     | Goals    |
| ----------------- | --------- | --------- | --------- | ------- | ------- | -------- | -------- | ---------------- | ---------------- | ---- | ----- | -------- | -------- |
| Manchester United | 1994–95   | 17        | 5         | 3       | 0       | 3        | 2        | 2                | 0                | 0    | 0     | 25       | 7        |
| Manchester United | 1995–96   | 26        | 10        | 2       | 1       | 1        | 2        | 2                | 1                | 0    | 0     | 31       | 14       |
| Manchester United | 1996–97   | 24        | 3         | 2       | 2       | 2        | 1        | 4                | 0                | 1    | 0     | 33       | 6        |
| Manchester United | 1997–98   | 31        | 8         | 2       | 0       | 1        | 0        | 7                | 2                | 1    | 0     | 42       | 10       |
| Manchester United | 998–99    | 31        | 6         | 6       | 1       | 1        | 0        | 12               | 4                | 1    | 0     | 51       | 11       |
| Manchester United | 1999–2000 | 31        | 9         | –       | –       | 0        | 0        | 11               | 3                | 3    | 0     | 45       | 12       |
| Manchester United | 2000–01   | 32        | 6         | 0       | 0       | 0        | 0        | 12               | 6                | 1    | 0     | 45       | 12       |
| Manchester United | 2001–02   | 35        | 8         | 2       | 0       | 0        | 0        | 13               | 1                | 1    | 0     | 51       | 9        |
| Manchester United | 2002–03   | 33        | 14        | 3       | 1       | 6        | 3        | 10               | 2                | 0    | 0     | 52       | 20       |
| Manchester United | 2003–04   | 28        | 9         | 6       | 4       | 0        | 0        | 5                | 1                | 1    | 0     | 40       | 14       |
| Manchester United | 2004–05   | 33        | 9         | 6       | 3       | 2        | 0        | 7                | 0                | 1    | 0     | 49       | 12       |
| Manchester United | 2005–06   | 20        | 2         | 0       | 0       | 0        | 0        | 7                | 1                | 0    | 0     | 27       | 3        |
| Manchester United | 2006–07   | 30        | 6         | 4       | 0       | 0        | 0        | 11               | 1                | 0    | 0     | 45       | 7        |
| Manchester United | 2007–08   | 24        | 1         | 3       | 0       | 0        | 0        | 7                | 1                | 0    | 0     | 34       | 2        |
| Manchester United | 2008–09   | 11        | 0         | 1       | 1       | 2        | 0        | 2                | 0                | 3    | 0     | 19       | 1        |
| Összesen          | Összesen  | 406       | 96        | 40      | 13      | 18       | 8        | 112              | 23               | 13   | 0     | 589      | 140      |

## Góljai a válogatottban
| #  | Dátum      | Stadion                       | Ellenfél      | Eredmény | Torna        | Gólok száma |
| -- | ---------- | ----------------------------- | ------------- | -------- | ------------ | ----------- |
| 1  | 1997-06-04 | Stade de la Beaujoire, Nantes | Olaszország   | 2–0      | Barátságos   | 1           |
| 2  | 1997-09-10 | Wembley Stadion, London       | Moldova       | 4–0      | Vb-selejtező | 1           |
| 3  | 1997-11-15 | Wembley Stadion, London       | Kamerun       | 2–0      | Barátságos   | 1           |
| 4  | 1998-06-15 | Stade Vélodrome, Marseille    | Tunézia       | 2–0      | Vb           | 1           |
| 5  | 1999-03-27 | Wembley Stadion, London       | Lengyelország | 3–1      | Eb-selejtező | 3           |
| 8  | 1999-11-13 | Hampden Park, Glasgow         | Skócia        | 2–0      | Eb-selejtező | 2           |
| 10 | 2000-06-12 | Philips Stadion, Eindhoven    | Portugália    | 2–3      | Eb           | 1           |
| 11 | 2001-03-28 | Qemal Stafa Stadium, Tirana   | Albánia       | 3–1      | Vb-selejtező | 1           |
| 12 | 2001-05-25 | Pride Park, Derby             | Mexikó        | 4–0      | Barátságos   | 1           |
| 13 | 2001-06-06 | Olimpiai stadion, Athén       | Görögország   | 2–0      | vb-selejtező | 1           |
| 14 | 2004-06-21 | Estádio da Luz, Lisszabon     | Horvátország  | 4–2      | Eb           | 1           |

## Sikerei, díjai

### Manchester United
- Premier League-győztes: 1995–96, 1996–97, 1998–99, 1999–00, 2000–01, 2002–03, 2006–07, 2007–08, 2008–09, 2010-11, 2012-13
- FA Kupa-győztes: 1996, 1999, 2004
- Ligakupa-győztes: 2009,2010
- FA Community Shield-győztes: 1994, 1996, 1997, 2003, 2008
- Bajnokok Ligája-győztes: 1999, 2008
- Interkontinentális kupagyőztes: 1999
- FIFA-klubvilágbajnok: 2008

### Egyéni díjak
- A hónap legjobb játékosa a Premier League-ben: 2003 január, 2003 december, 2006 október
- Futball-szakírók által beválasztva az év csapatába: 2002–2003, 2006–2007
- Felkerült az angol labdarúgás dicsőségfalára: 2008
- Premier League Hírességek Csarnoka: 2022

## Külső hivatkozások
- Paul Scholes adatlapja a ManUtd.com-on
- Paul Scholes pályafutásának statisztikái a Soccerbase oldalon (angolul)

- Paul Scholes adatai és statisztikái a FootballDatabase-en